# Uber
Убер (нім. über, тобто «вище», «понад») — американська компанія, що створила однойменний мобільний застосунок для пошуку, виклику та оплати таксі або приватних водіїв. Застосунок доступний у більш ніж 200 великих містах в 67 країнах (крім Канади) світу. З роками, декілька інших компаній успадкували подібну модель бізнесу, яка надалі отримала назву «уберифікація» (англ. Uberification) або «уберизація» (англ. Uberisation). З погляду ширшого економіко-суспільного контексту компанія працює в рамках концепції економіки спільної участі. Дара Хосровшахі був призначений новим генеральним директором Uber у серпні 2017 року.

## Історія

### Рання історія

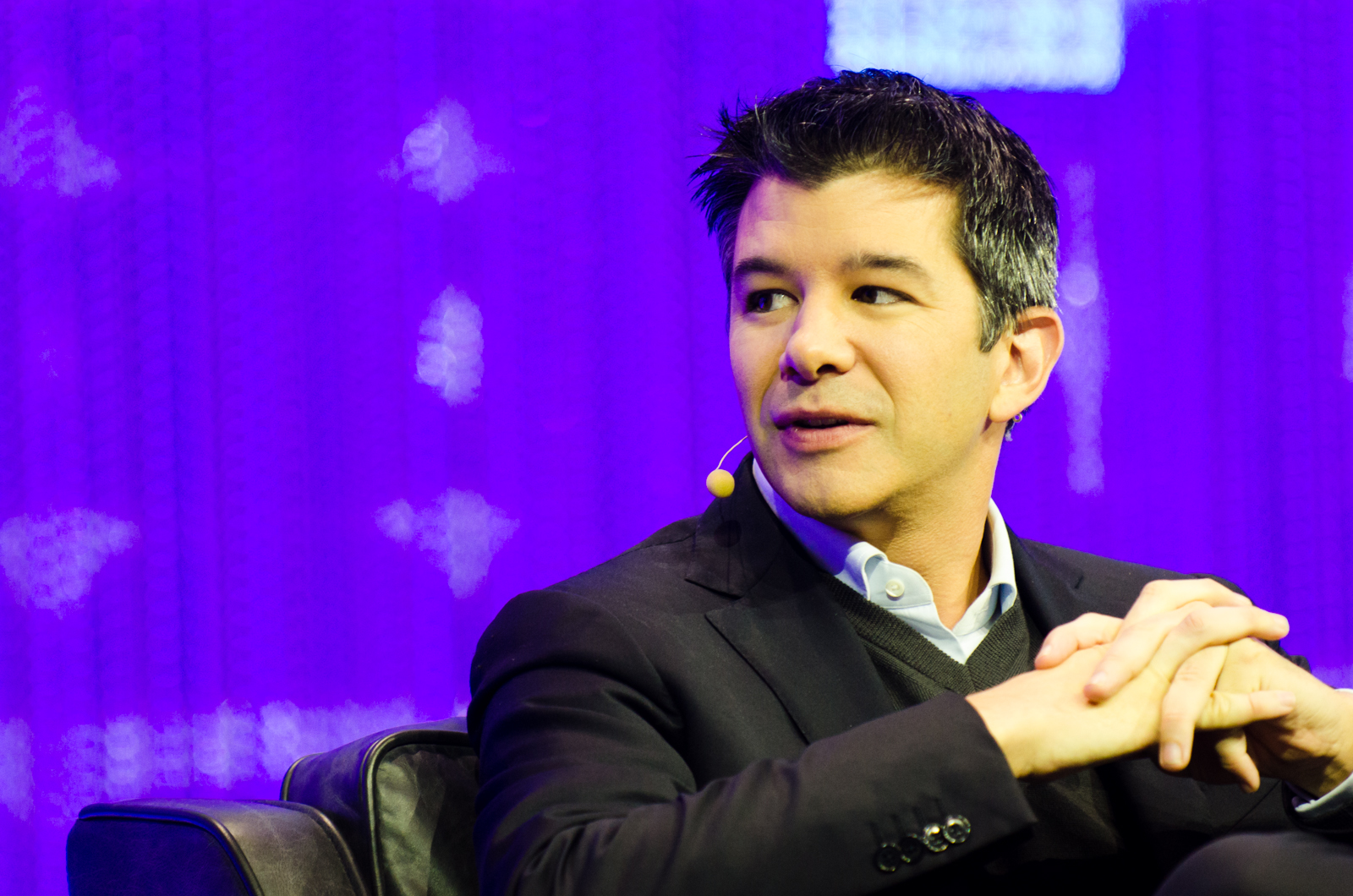
Тревіс Каланік — співзасновник і колишній CEO Uber (2013)

Убер був заснований у 2009 році під назвою UberCab — Гаретом Грампом (співзасновником компанії StumbleUpon), та Тревісом Каланіком, який на той час продав свій стартап Red Swoosh за 19 мільйонів доларів 2007 року. Назва «Убер» — походить від сленгового слова «uber», яке означає «найвищий» або «супер», і має походження від німецького слова über, що означає «над», «понад».
Каланік приєднався до Кемпа та дав йому «повний кредит ідеї» за Uber. Кемп та його друзі витратили 800$ найнявши приватного водія та відтоді роздумували над шляхами зниження вартості послуг чорного (?) автомобіля. Він зрозумів, що розділювати витрати з людьми могло б стати доступним і його ідея перетворилася на Убер.
На одному з перших заходів у Сан Франциско присвячених Уберові, Каланік сказав: «Гарет — це людина, яка придумала цю маячню́». Перший прототип був створений Кемпом та його друзями Оскаром Салазаром і Конрадом Віланом, разом з Каланіком, котрий в компанії був «мега консультантом».
Першим містом, де в травні 2010 була запущена бета-версія Уберу, був Сан-Франциско. Мобільний застосунок офіційно запустили в 2011. Спочатку застосунок дозволяв користувачам використовувати тільки чорні авто підвищеного комфорту і ціна була в 1.5 разів вища, ніж на таксі.
Ідея створення «Уберу» прийшла до Тревіса Каланіка в Парижі, коли він намагався знайти таксі, щоб дістатися до місця проведення конференції 2008 LeWeb. У березні 2009 року, Тревіс разом з Гаретом Кемпом засновував компанію «UberCab», а вже через рік у червні 2010 компанія запустила власний сервіс у Сан-Франциско. З моменту заснування компанії крісло CEO займає Раян Грейвс (англ. Ryan Graves), котрий надалі поступився посадою Тревісу Каланіку.
З моменту запуску сервісу, водії які беруть участь в системі Uber, могли користуватися лише автомобілями представницького класу Lincoln Town Car, Cadillac Escalade, BMW 7, Mercedes-Benz S550, з 2012 року список доступних автомобілів було розширено (новий сервіс отримав назву «UberX»).
19 березня 2018 року безпілотний автомобіль компанії, що проходив тестування технології безпілотного водіння в Аризоні, США, скоїв наїзд на пішохода, останній загинув.

### Тарифи

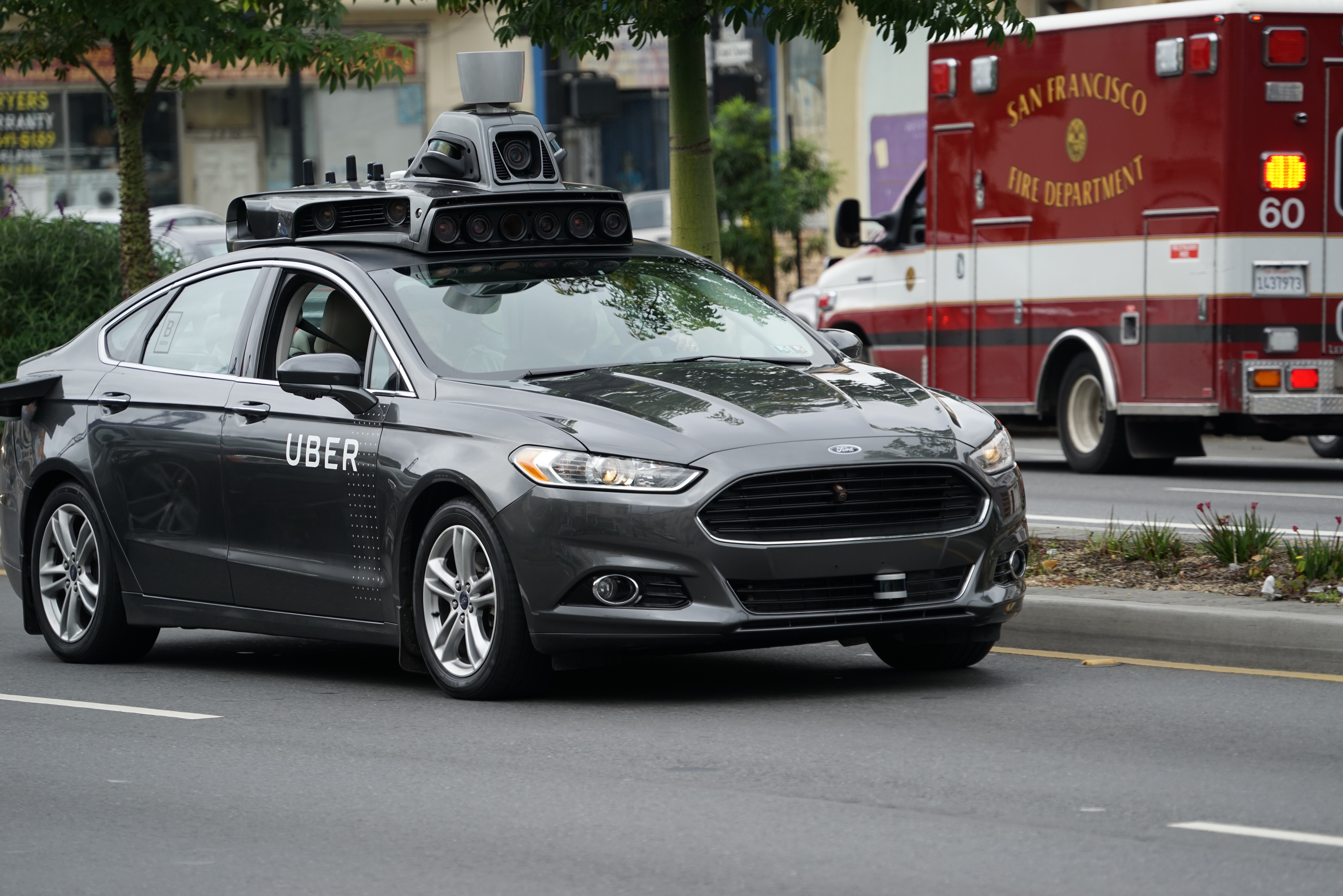
Ford Fusion компанії Uber із автопілотом (6 листопада 2016, Сан-Франциско)

Вартість поїздки через застосунок Убер складається з трьох компонентів:
- вартість приїзду автомобіля до замовника,
- вартість поїздки за хвилину,
- ціна за кілометр.

Оплата за поїздки відбувається тільки за безготівковим розрахунком. Гроші списуються з банківської картки, прив'язаної до додатка, після закінчення поїздки. Важливою особливістю Уберу є те, що користувач може оцінити вартість поїздки перед її початком. Система вкаже межі, в рамках яких буде кінцева вартість замовлення.

## Мобільний застосунок
Мобільний застосунок «Uber» дозволяє користувачеві замовити машину з водієм і відстежити її переміщення до зазначеного місця, оплата послуг водія проводиться за допомогою банківської картки або готівки.
Мобільний застосунок доступний для завантаження на мобільні ґаджети, що працюють на базі iOS та Android.
2018 року в Сан-Франциско започатковано пілотний проект з оренди електричних велосипедів на базі додатку Uber. Для користування послугою в мобільному додатку необхідно обрати опцію «Bike».
В грудні 2018 року в Єгипті запрацював Uber Bus. Замовити послугу можна, як і таксі — через стандартний застосунок. Далі на карті користувач побачить найближчий до нього автобус. Цю точку можна вважати кінцевою зупинкою, бо саме там збиратимуться пасажири, що їдуть в одному напрямку. Водночас Uber Bus не має чіткого маршруту, як звичайні автобуси. Головний принцип поїздки — якомога менше зупинятися.

## ВихідUberз російського ринку та допомога Україні
Uber розпочав свою діяльність у Росії у 2014 році, запустившись у Москві та розширившись до 16 міст, з валовим річним доходом у розмірі 566 млрд. USD до 2017 року. Незважаючи на цей успіх, компанія зіткнулася з жорсткою конкуренцією з боку "Яндекс.Таксі" - популярного сервісу виклику таксі зі сформованою базою водіїв і клієнтів та доступом до всеосяжної мережі карт, що ускладнило отримання переваги для Uber.Крім того, російський ринок таксі не був жорстко регульований, що дозволяло людям домовлятися про ціни з водіями. У відповідь на вихід Uber на ринок Яндекс знизив базовий тариф з 199 до 99 рублів ($1,60) і зменшив вартість кілометра пробігу з 12 рублів до 8, що призвело до цінової війни, яку Яндекс зміг витримати більш краще, ніж Uber. Щоб вирішити цю проблему, компанія об'єдналася з "Яндекс.Таксі" і отримала 36,6% акцій MLU B.V., що охоплює Росію, Казахстан, Азербайджан, Вірменію, Білорусь і Грузію, хоча з роками ці цифри змінювалися на користь "Яндекса", оскільки Uber розпродавав акції, аж поки зрештою не вирішив повністю піти з російського ринку.
28 лютого 2022 року Uber оголосив, що має намір прискорити продаж своєї частки в спільному підприємстві з Яндексом через війну в Україні. Починаючи з 2021 року, Uber почав скорочувати свою частку в бізнесі, який включав численні послуги, такі як доставка їжі та технології автономних автомобілів. На знак підтримки України Uber відігравав активну роль у наданні гуманітарної допомоги під час війни. З лютого по грудень 2022 року компанія розширила свою діяльність з 9 до 18 міст, щоб забезпечити людей транспортом. Крім того, компанія надала понад 100 000 безоплатних поїздок українським біженцям, внутрішньо переміщеним родинам і працівникам гуманітарної сфери.  Uber пропонував безлімітні поїздки від українського кордону до польських міст для біженців і доставляв товари на склади неурядових організацій у Польщі. За допомогою спеціальної функції “Uber для України” в додатку Uber у США та 75 містах у 15 країнах Європи було запропоновано зробити внесок на користь Міжнародного комітету порятунку. Компанія перерахувала ці пожертви на суму до 1 млн. USD. Станом на грудень 2022 року Uber зібрав 5 млн. USD пожертвувань з усього світу та надав власні гранти для підтримки українців, які потребували термінової допомоги.  У січні 2023 року, Михайло Федоров, Віцепрем'єр-міністр з інновацій, розвитку освіти, науки та технологій та Міністр цифрової трансформації України, вручив подяку від Президента України, а також подяку від UNITED24 за допомогу на суму 3 млн. USD, надану впродовж одного місяця роботи з UNITED24. 
У квітні 2023 року "Яндекс" оголосив, що викупив 100% частки Uber у російському таксомоторному підприємстві за 702,5 мільйона доларів, офіційно припинивши свої зв'язки з Росією.

## Uberв Україні

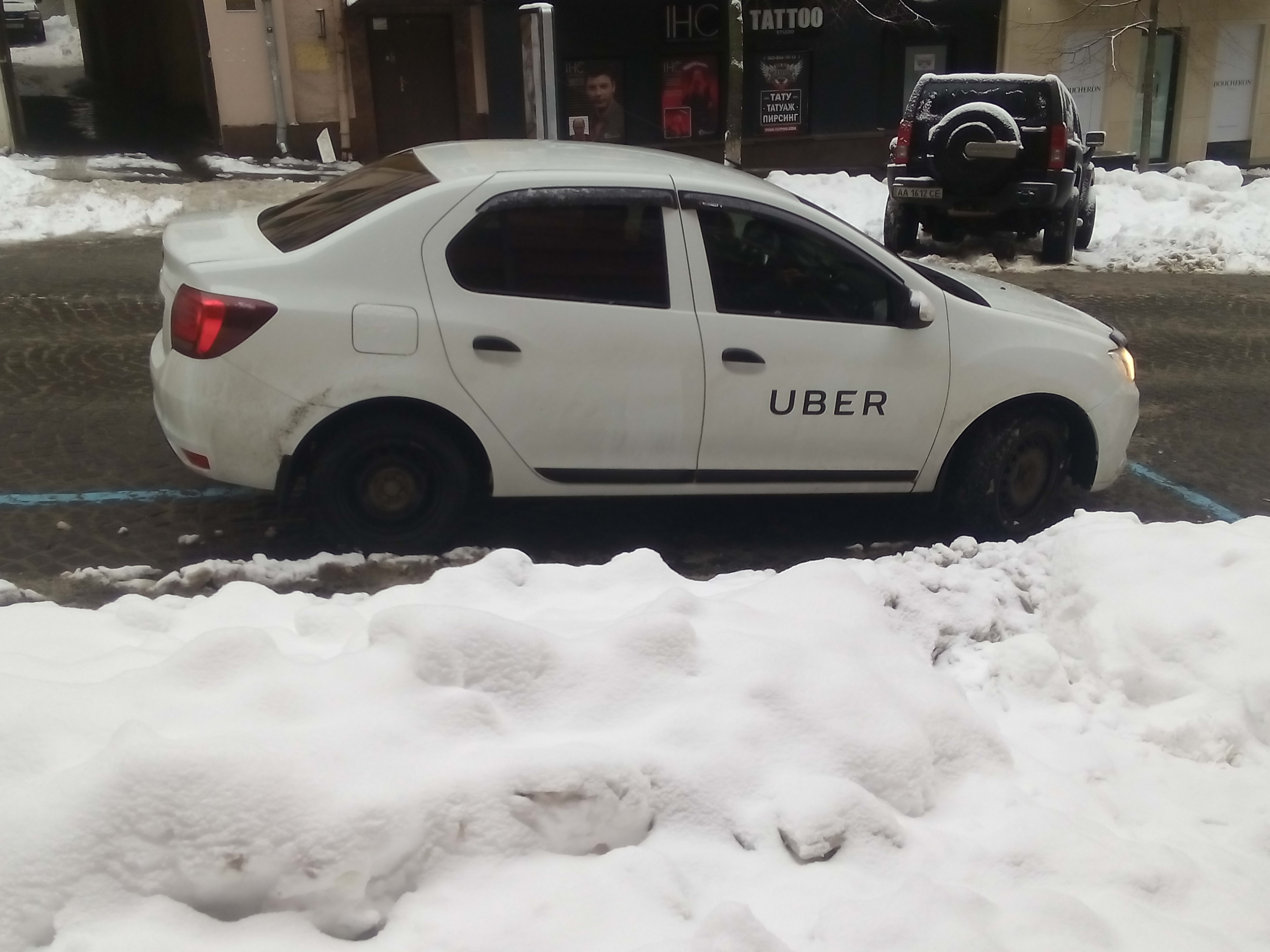
Автомобіль Uber в центрі Києва, 2017

В Україні Uber працює не безпосередньо з водіями, а через компанії-посередники.

### Історія Uber в Україні
1 липня 2015 року компанія Uber оприлюднила вакансію генерального менеджера в Україні на своєму офіційному вебсайті; ним став Аркадій Вершебенюк.
З 30 червня 2016 року сервіс Убер став доступним в Україні у місті Києві. Під час запуску сервісу в Україні очікувалось, що мінімальна вартість поїздки буде розраховується за формулою: 25 грн за приїзд автомобіля + 0.4 грн/км + 0.4 грн/хв — і складе приблизно 40 грн. 2 лютого 2017 року сервіс почав працювати в Одесі, 23 лютого того ж року у Львові, 30 березня у Дніпрі і 20 квітня у Харкові.
27 липня 2017 року сервіс Убер почав роботу в Запоріжжі.
З 31 серпня Убер доступний у Вінниці.
Сервіс доставки їжі Uber Eats пропрацював в Україні трохи більше року. Перший день роботи - 6 лютого 2019 року, останній робочий день - 3 червня 2020 року. Основною причиною закриття цього проекту в Україні вважають серйозну конкуренцію за цим напрямом і не можливість вийти на провідні позиції.
17 квітня 2019 року, Uber запустив у Києві новий сервіс Uber Shuttle.
На період карантинних обмежень автобуси Uber Shuttle працювали у режимі спецперевезень за квитками і проїзд для окремих категорій населення був безкоштовним. З 1 червня 2020 року відновив роботу у звичайному режимі. 
Клієнт має можливість забронювати місце в автобусі за допомогою додатку Uber або Uber Bus. Для роботи використовуються мікроавтобуси Volkswagen Crafter, Mercedes-Benz Sprinter та ін. Перевагою такого виду транспорту є гарантоване сидяче місце в автобусі з кондиціонером та можливість сплати за проїзд безготівковим способом. Вартість проїзду залежить від довжини маршруту поїздки і стартує від 15 грн. Також можна забронювати поїздку на певний час і обрати найближчу до себе зупинку.
Після російського вторгнення на територію України 24 лютого 2022 року компанія передала більш ніж 3,5 млн доларів для допомоги українцям.

### Протести українських таксистів
Ще до моменту запуску сервісу в Україні, таксистами Києва було оголошено «національну мобілізацію». За словами представників таксомоторної асоціації та професійної спілки таксистів, Убер надасть можливість деяким перевізникам працювати нелегально, не сплачуючи при цьому податків та не відповідаючи за безпеку і комфорт пасажирів. Представниками профспілок було анонсовано загальнонаціональний страйк. В свою чергу представник компанії Uber в Україні запевнила, що сервіс буде працювати тільки з індивідуальними підприємцями і юридичними особами, які матимуть всі необхідні документи для здійснення послуг перевезення.

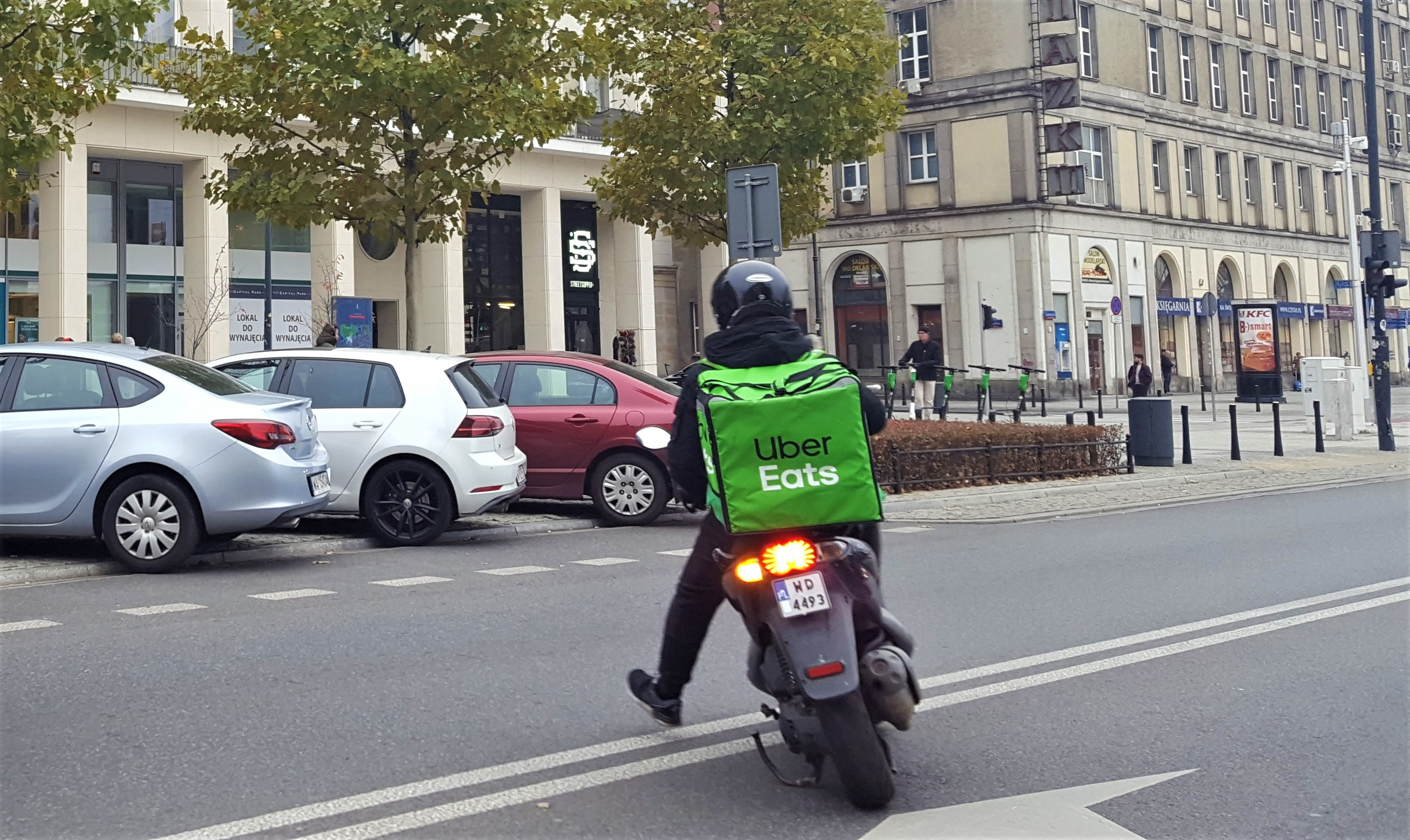
Uber Eats

30 березня 2017 львівські таксисти протестували проти Uber та Yandex.taxi. Більшість коментаторів цієї акції в соц. мережах якраз навпаки — підтримали появу Убер.

## Аналоги
- Uklon
- Bolt
- Taxify
- Lyft